# دوره نوزدهم مجلس شورای ملی
دوره نوزدهم مجلس شورای ملی در ۱۰ خرداد ۱۳۳۵ (۲۰ شوال ۱۳۷۵ ه‍. ق) بازگشایی شد و در ۱۹ خرداد ۱۳۳۹ (۱۴ ذی‌الحجه ۱۳۷۹ ه‍. ق) به پایان رسید. نخستین جلسهٔ رسمی مجلس در روز ۲۰ خرداد ۱۳۳۵ برگزار شد.
ریاست مجلس نوزدهم در دست رضا حکمت بود. ۱۳۵ نماینده به مجلس راه یافتند و نتیجهٔ انتخابات در حوزه لار اعلام نشد. در مجلس نوزدهم، پنج نماینده در طی دوره درگذشتند، دو نماینده استعفا کردند و ۴ نماینده با پذیرفتن شغل دولتی از مجلس رفتند. در این دوره، دو کابینه برای رأی اعتماد به مجلس معرفی شدند. همچنین حدود ۶۱۱ قانون در مجلس به تصویب رسید.

## رخدادهای مهم

### انتخابات، افتتاح و ریاست مجلس
در انتخابات مجلس نوزدهم حامیان سپهبد زاهدی و مخالفان قراردادهایی مانند نفت از حضور در مجلس بازماندند. مجلس در روز ۱۰ خرداد ۱۳۳۵ با سخنرانی شاه افتتاح شد و نخستین جلسهٔ رسمی آن در روز ۲۰ خرداد برگزار شد که در همان جلسه، رضا حکمت به ریاست مجلس رسید.

### کابینه‌ها
کابینهٔ سوم حسین علاء در ۲۶ خرداد ۱۳۳۵ به مجلس معرفی شد و در پایان خرداد، رأی اعتماد گرفت. علاء در ۱۲ فروردین ۱۳۳۶ کناره‌گیری کرد.
۳ روز بعد، منوچهر اقبال مأمور تشکیل کابینه شد. او نخستین کابینهٔ خود را تشکیل داد و در ۲۰ فروردین به مجلس معرفی کرد. مجلس نیز در ۲۵ فروردین به کابینهٔ علاء رأی اعتماد داد.

### مجلس واحد
در ۹ اردیبهشت ۱۳۳۶ فرمان شاه مبنی بر تشکیل مجلس واحد برای تغییر قانون اساسی صادر شد. مجلس واحد در روز ۲۶ اردیبهشت تشکیل شد و طبق مصوبات آن، تعداد نمایندگان مجلس از ۱۳۶ نفر به ۲۰۰ نفر و مدت مجلس از ۲ به ۴ سال افزایش یافت.

### مهم‌ترین قانون‌های مصوب
- ۳۱ تیر ۱۳۳۵: لایحه درخواست اختیارات گلشائیان (وزیر دادگستری) که منجر به انحلال دیوان عالی کشور توسط گلشائیان شد.
- ۲۳ اسفند ۱۳۳۵: قانون تشکیل سازمان اطلاعات و امنیت کشور
- ۲۲ اردیبهشت ۱۳۳۶: لایحه تثبیت نرخ ارز
- ۲ دی ۱۳۳۷: لایحه منع وزرا، نمایندگان مجلسین و کارکنان دولت در معاملات دولتی
- ۱۹ اسفند ۱۳۳۷: قانون رسیدگی به دارایی وزرا و کارمندان دولت معروف به قانون «از کجا آورده‌ای؟»
- ۲۴ فروردین ۱۳۳۸: قانون اجازهٔ تأسیس شرکت واحد هواپیمایی ایران و شرکت هواپیمایی پارس
- ۶ تیر ۱۳۳۸: قانون تأسیس دانشکدهٔ افسری و شهربانی
- ۲۴ اسفند ۱۳۳۹: قانون اصلاحات ارضی